# Hendrik Scherpenhuijzen
Hendrik Dorotheus Scherpenhuijzen (Rotterdam, 3 april 1882 - Amersfoort, 28 juni 1971) was een Nederlands schermer. Hij nam eenmaal deel aan de Olympische Spelen, en won bij die gelegenheid een bronzen medaille.
Scherpenhuijzen nam deel aan de Olympische Zomerspelen 1924 in Parijs waar hij met het Nederlands team een bronzen medaille won op het onderdeel sabel. Hij was gehuwd met Mary Lizzie Ringrose.